# Appropriation Art
Appropriation Art (englisch appropriation = Aneignung), auch Deutsch gesprochen Appropriation, ist eine Ausdrucksform des zeitgenössischen künstlerischen Schaffens. Sie wird meist der Konzeptkunst zugerechnet.
Im engeren Sinn spricht man von Appropriation Art, wenn Künstler bewusst und mit strategischer Überlegung die Werke anderer Künstler kopieren, wobei der Akt des Kopierens und das Resultat selbst als Kunst verstanden werden sollen (andernfalls spricht man von Plagiat oder Fälschung). Strategien beinhalten „Ausleihen, Klauen, Aneignen, Erben, Assimilieren... Beeinflusst-, Inspiriert-, Abhängig-, Gejagt-, Besessen-Sein, Zitieren, Umschreiben, Überarbeiten, Umgestalten... Revision, Reevaluation, Variation, Version, Interpretation, Imitation, Annäherung, Improvisation, Supplement, Zuwachs, Prequel... Pastiche, Paraphrase, Parodie, Piraterie, Fälschung, Hommage, Mimikry, Travestie, Shan-Zhai, Echo, Allusion, Intertextualität und Karaoke.“
Im weiteren Sinne kann Appropriation Art jede Kunst sein, die sich mit vorgefundenem ästhetischem Material beschäftigt, z. B. mit Werbefotografie, Pressefotografie, Archivbildern, Filmen, Videos etc. Es kann sich dabei um exakte, detailgetreue Kopien handeln; es werden aber auch oft in der Kopie Manipulationen an Größe, Farbe, Material und Medium des Originals vorgenommen.
Diese Aneignung in der Appropriation Art kann in kritischer Absicht oder als Hommage erfolgen. Appropriation wurde durch die von Douglas Crimp kuratierte Ausstellung Pictures im New Yorker Artists Space im Herbst 1977 vorgestellt. Die ausgewählten Künstler der ersten Stunde waren Sherrie Levine, Jack Goldstein, Phillip Smith, Troy Brauntuch und Robert Longo. Cindy Sherman hatte im Jahr zuvor eine Einzelausstellung bei Artists Space gehabt, sie wurde in Douglas Crimps überarbeiteter Fassung des Katalogtextes erwähnt, der 1979 in der marxistischen Kunstzeitschrift October erschien.
Das Whitney Museum of American Art in New York und das Museum of Contemporary Art in Los Angeles veranstalteten 1989 große Retrospektiven der Pictures Generation, im Jahr 2009 zeigte das Metropolitan Museum of Art in New York das Frühwerk von dreißig Künstlern der New Yorker Kunstszene der 1970er Jahre in der von Douglas Eklund kuratierten Ausstellung The Pictures Generation, 1974–1984.
Zu dieser Pictures Generation zählen Louise Lawler, Barbara Kruger, Richard Prince, Sarah Charlesworth, aus der Kunstszene in Buffalo (Bundesstaat New York) stammten Robert Longo, Cindy Sherman, Nancy Dwyer, Charles Clough und Michel Zwack. Die wichtigste „Brutstätte“ der Bewegung war John Baldessaris Seminar am California Institute of the Arts in Los Angeles, an dem David Salle, Jack Goldstein, James Welling, Matt Mullican, Barbara Bloom, Ross Bleckner und Eric Fischl studiert hatten.

## Merkmale der Kunst-Appropriation
Arbeiten der Appropriation Art beschäftigen sich meist mit abstrakten Eigenschaften von Kunstwerken und des Kunstmarktes selbst. Sie problematisieren durch den Akt der Aneignung fundamentale Kategorien der Kunstwelt wie Autorschaft, Originalität, Kreativität, geistiges Eigentum, Signatur, Marktwert, Museumsraum (sogenannter White Cube), Geschichte, Gender, Subjekt, Identität und Differenz. Dabei konzentriert sie sich auf Paradoxien und Selbstwidersprüche und macht diese sichtbar und ästhetisch erfahrbar.
Die individuellen Strategien einzelner Künstler differieren sehr stark, so dass ein einheitliches Gesamtprogramm nicht leicht auszumachen ist. Viele Künstler, die der Appropriation Art zugerechnet werden, bestreiten, Teil einer „Bewegung“ zu sein. „Appropriation Art“ ist demnach nur ein Label, das in der Kunstkritik seit den frühen 80er Jahren benutzt wird und durchaus umstritten ist.
Die eingesetzten Techniken sind vielfältig. Appropriation wird u. a. mit Malerei, Fotografie, Filmkunst, Skulptur, Collage, Décollage, Environment, Happening, Fluxus und Performance betrieben.

### Beispiele
Elaine Sturtevant kopierte in den frühen 1970er Jahren Werke u. a. von Robert Rauschenberg, Andy Warhol, Jasper Johns und Frank Stella mit Siebdruck bzw. Farbe, also in den Originaltechniken. Es wird überliefert, dass ihr einige Künstler, die sie kopierte, Ratschläge zur Technik gaben. Andy Warhol soll ihr sogar seine Originalsiebe geschenkt haben. Sturtevant sagte selbst, dass sie dem Zwang zur Originalität, der auf jedem Künstler lastet, entkommen wollte, indem sie diese Kategorie mit den Mitteln der Kunst erforschte.
Richard Pettibone  hat häufig Warhol kopiert und sich zu ihm in folgendem Verhältnis gesehen: „Ich bin ein sorgfältiger Handwerker, er ist ein Schlamper.“ Pettibones Imitate wurden schon von Sotheby’s versteigert.
Mike Bidlo führte eine Performance nach einer biografischen Anekdote durch, bei der er als Jackson Pollock verkleidet in einen offenen Kamin urinierte. Für seine Ausstellungen ließ er Kunstwerke von Andy Warhol oder Constantin Brâncuși in Serie fertigen. Gegenwärtig produziert er Tausende von Zeichnungen und Modellen des Ready-made Fountain von Marcel Duchamp. Duchamps Ready-made gilt als eines der wichtigsten Kunstwerke der Moderne. Man kann Bidlos Projekt daher sowohl als Hommage an Duchamp wie als symbolische Abarbeitung am Generationenkonflikt verstehen.
Louise Lawler fotografierte Kunstwerke in den Wohnzimmern von Kunstsammlern und in Museen in situ, also mit ihrer jeweiligen Umgebung. Damit zeigt sie, in welchem Kontext Kunst rezipiert wird und wie sie in Räumen inszeniert wird.
Eine Fotoserie von Cindy Sherman sind die History Portraits, auf denen sie sich nach Art Alter Meister kostümiert und inszeniert. Sie begibt sich damit vorübergehend in historische Rollen von Frauen und Männern. Dabei verwendet Sherman häufig bewusst schlampige Kostümierungen und grobes Make-up, so dass die Inszeniertheit im Bild erkennbar bleibt. Die History Portraits kann man als Kommentar zur Kunstgeschichte verstehen, in der Frauen meist nur als Modelle, also Objekte für den Blick männlicher Maler dienten; zugleich stellen sie auch Fragen nach der historischen Konstruiertheit von Identität, Weiblichkeit und Männlichkeit (siehe Gender, Selbstporträt).
Sherrie Levine wurde mit ihrer Appropriation der Fotografien von Walker Evans berühmt, die sie aus Bildbänden abfotografierte und unter dem Titel After Walker Evans unter ihrem Namen ausstellte. Im Jahr 2001 wandte Michael Mandiberg diese Aktion auf die Künstlerin an: Er fotografierte Sherrie Levines Kopien ab und präsentierte seine Fotos unter dem Titel After Sherrie Levine. Mandiberg war nicht der einzige Vertreter der „zweiten Generation“ von Appropriationisten, die die erste Generation appropriierten: Yasumasa Morimura inszenierte sich selbst nach Fotografien von Cindy Sherman, auf denen sie sich selbst in verschiedenen Verkleidungen und Rollen porträtierte (Film Stills). Da Sherman als Frau auf ihren Bildern oft in männliche Rollen schlüpft, Morimura jedoch als Transvestit auftritt, wird das Verwirrspiel geschlechtlicher Identität noch gesteigert.

### Philosophie
Philosophisch stehen die konzeptuellen Strategien der Appropriation Art der Dekonstruktion, der Medientheorie und der Intertextualität nahe.
Künstlerische Techniken wie Zitat, Anspielung, Travestie, Parodie und Pastiche, die generell als Merkmale der Kunst der Postmoderne gelten, können in Werken der Appropriation Art aufgefunden werden. Da viele Strategien der Appropriation Art auf das Kunstsystem selbst ausgerichtet sind, kann man auch von Metakunst oder vom Selbstreflexivwerden des Kunstsystems sprechen (siehe Systemtheorie). Sie gehört damit zu den Kunstrichtungen, die aktiv die Bedingungen und Grenzen der Kunst ausloten und das Kunstsystem zwingen können, sich neu zu definieren.

### Recht
Ein Werk der Appropriation Art kann auch im Sinne des Urheberrechts geschützt sein, selbst wenn es einem bereits existierenden Werk eines anderen Künstlers bis ins Detail gleicht. Die schützbare kreative Leistung besteht dann in der Entwicklung des Konzepts und der eigenständigen Strategie des kopierenden Künstlers.
Betrug oder Täuschung sind von den Künstlern nicht beabsichtigt. Genau wie das Sampling oder die Coverversion in der Musik bewegt die Appropriation Art sich jedoch in Gebieten, wo das Urheberrecht greift. Da jedoch argumentiert werden kann, dass es sich auch beim Vorgang des Kopierens in diesem Falle um einen originären, künstlerischen Vorgang handelt, kommt es selten zu Konflikten juristischer Art. Zudem wird der Wert des Vorbilds in der bildenden Kunst, anders als bei Medienprodukten, meist an dessen materielle Existenz gebunden, die durch eine Appropriation nicht beeinträchtigt wird.
Nach österreichischem Recht sind Schöpfungen der Appropriation Art in der Regel als freie Nachnutzungen gemäß § 5 Absatz 2 des österreichischen Urheberrechtsgesetzes zu qualifizieren, oder es ist zumindest eine Rechtfertigung über die Kunst- und Meinungsfreiheit möglich.
Nach deutschem Recht bewegt sich die Appropriation Art in einer Grauzone. Ein Tatbestand, der sie explizit privilegiert, fehlt im Urhebergesetz. Einem Urheber stehen Ausschließlichkeitsrechte zu, wie insbesondere Vervielfältigungs- und Bearbeitungsrechte. Danach bedarf die entsprechende Nutzung eines Werks grundsätzlich der Zustimmung seines Urhebers. Die Übernahme fremder urheberrechtlicher Leistungen durch einen Dritten – ohne eine solche Zustimmung – greift daher notwendigerweise in das Urheberrecht des anderen ein. Demnach ist ein Urheberrechtsverstoß zunächst naheliegend. Nur ausnahmsweise bedarf die Nutzung eines fremden Werks keiner Zustimmung seines Urhebers. Das ist der Fall, wenn die Nutzungshandlung unter den Katalog der gesetzlich erlaubten Nutzungen gemäß §§ 44a ff Urhebergesetz fällt, den sogenannten Schranken des Urheberrechts, oder wenn es sich um eine freie Benutzung im Sinne des § 23 Urhebergesetzes handelt. Dabei ist in jedem konkreten Einzelfall zu prüfen, ob das betreffende Werk eine der Anforderungen der §§ 44a ff Urhebergesetz erfüllt oder ob es sich um eine freie Benutzung gemäß § 23 Urhebergesetz handelt. Das zeigt das rechtliche Dilemma, in dem sich Künstler der Appropriation Art befinden. Jedem einzelnen Werk ist das Risiko immanent, dass es sich nicht um eine ausnahmsweise zustimmungsfreie Nutzung handelt.

## Appropriationen im digitalen Zeitalter
Seit den 1990er Jahren sind die Formen der Aneignung historischer Vorläufer so vielfältig wie das Konzept der Appropriation unklar ist. Eine regelrechte Flut von Aneignungen durchzieht nicht nur den Bereich der bildenden Kunst, sondern alle kulturellen Bereiche. Die Rede ist von einer Kunst der „Postproduktion“, die auf bereits existierende Kreationen der Kunst oder Produkten der Alltagskultur basiert, die sie neu bearbeitet, um das Drehbuch der Kultur neu zu schreiben. Andere beschreiben die neuen Appropriationen als eine Art „Archäologie der Gegenwart“. In jedem Falle folgt die Annexion von Werken anderer zumeist dem Konzept des Gebrauchs bzw. der Verwertung. So genannte „Prosumer“ browsen – gleichzeitig konsumierend wie produzierend – durch das allzeit offene Archiv der digitalen Welt (seltener durch das der analogen Welt), um Bilder, Worte und Klänge per 'Copy-Paste'/'Drag-Drop' zu sampeln und in einem Mashup oder Remix ganz nach Belieben zu verändern. Solche Appropriationen sind speziell innerhalb der sozialen Medien des Internets ein alltägliches Phänomen. Die neue „Generation Remix“, die nicht nur die Stufen der bildenden Kunst erklommen hat, sondern auch die der Musik, der Literatur, des Tanzes und des Films provoziert kontroverse Debatten. Auf der einen Seite finden sich die Verteidiger, die das neue Zeitalter einer innovativen, nützlichen und unterhaltsamen Kunst im digitalisierten und globalisierten 21. Jahrhunderts beschwören. Die neuen Appropriationisten würden nicht nur Joseph Beuys’ bekanntes Diktum vollenden, dass jeder Mensch ein Künstler ist, sondern auch am Aufbau einer freien Gesellschaft mitwirken. Eine solche von traditionellen Konzepten wie Aura, Originalität und Genie befreite Kunst würde endlich die Voraussetzungen dafür schaffen, dass das Verständnis und die Definition von Kunst revolutioniert werden könnten. Kritische Beobachter sehen gerade hier den Ausgangspunkt für ein Problem. Wenn die Schöpfung auf nichts anderem basiert, als auf dem sorglosen Kopieren, Rekombinieren und Manipulieren bereits bestehender Medien, Konzepten, Formen, Namen usw. einer x-beliebigen Quelle, würde sich das Verständnis von Kunst hin zu einer trivialen, anspruchslosen und regressiven Aktivität verschieben. Im Hinblick auf die Begrenzung der Kunst auf Verweise und Aneignungen diagnostizieren sie endlose Wiederholungen bekannter Klischees. Viele Skeptiker erkennen in dieser Kultur des Recyclings eine Vergangenheitsbesessenheit. Einige sagen, dass sich nur faule Leute, die nichts zu sagen haben, auf diese Weise von der Vergangenheit inspirieren lassen. Andere befürchten, dass dieser neue Trend der Aneignung auf nichts anderem als der Motivation beruhe, sich mit einer attraktiven Genealogie zu schmücken. Der Begriff „Appropriationismus“ reflektiert die gegenwärtige Überproduktion von Reproduktionen, Revisionen, Rekonstruktionen, Reenactments, Remakings, Reloadings usw. durch Kopien, Nachahmungen, Wiederholungen, Zitate, Plagiate, Adaptionen und Simulationen.
Im Vergleich zu Aneignungsformen und -konzepten des 20. Jahrhunderts, die darauf abzielten, scheinbar gesichertes Wissen neu zu vergegenwärtigen und zu verhandeln, wird der Appropriationismus als eine Art „rasender Stillstand“ diskutiert; ein blinder Aktionismus als Reaktion auf die Beschleunigung unkontrollierbarer Vorgänge in den zunehmend mobilisierten, westlichen Gesellschaften, die immer abstrakteren und rigideren Formen der Kontrolle unterliegen. Der uneingeschränkte Zugriff auf das digitale Archiv von Kreationen und leicht handhabbare digitale Technologien, sowie der Vorrang frischer Ideen und kreativer Prozesse über ein perfektes Meisterwerk legitimieren solche hyperaktive Geschäftigkeit, die sich nostalgisch nur noch um die Vergangenheit dreht, anstatt mutig neue Expeditionen in bislang unerforschtes Gelände zu wagen, die den vergessenen Geistern und Phantomen unserer Projekte, Mythen und Ideologien zu neuer Sichtbarkeit verhelfen könnten.

## Appropriation Cinema
In der Filmkunst wird gelegentlich der Begriff Appropriation Cinema gebraucht (häufiger: Found Footage Film). Es handelt sich dabei um filmische Arbeiten, die bereits vorhandenes Filmmaterial übernehmen und manipulieren. Der amerikanische Regisseur Gus Van Sant drehte z. B. mit Psycho (1998) ein Remake von Alfred Hitchcocks Meisterwerk Psycho (1960), das konsequent Szene für Szene des Originals nachstellt. Die Ausstattung und die Inszenierung wurden nur in manchen Szenen leicht abgewandelt. Der Film sah sich vielen Angriffen ausgesetzt; vom Kinopublikum wurde er nicht als eigenständige Leistung und daher als überflüssig verstanden. Da in der Filmbranche das Remake von Filmen ein gängiges Genre ist, ist die Situation hier anders als in der Kunst – man kann van Sants Film auch als Parodie von Remakes oder als Pastiche verstehen.
Ebenfalls mit Psycho beschäftigte sich der britische Videokünstler Douglas Gordon, der in seiner Installation 24 Hour Psycho den Film in einer Videoprojektion auf 24 Stunden dehnte. Gordon versteht seine Arbeit als Spiel zwischen der künstlerischen Aura des Meisterwerkes und den individuellen Eingriffen und Manipulationen, die jeder Besitzer eines Videorekorders an einem Film vornehmen kann, wenn er sich meditativ oder analytisch in einzelne Bildsequenzen versenken will.

## Appropriationstheater
Im Jahre 2010 gründete sich die Theatergruppe Shanzhai Institut. Basierend auf der chinesischen Shanzhai Tradition der Kopie und der Appropriation Art kopiert und reenactet die Gruppe historische und bestehende Theaterinszenierungen detailgetreu, hierbei werden nur die Schauspielerinnen und Schauspieler umbesetzt. Im Jahr 2016 ist das Reenactment von Tschechows „Die Möwe“ in der Regie von Jürgen Gosch aus dem Jahre 2008 am Schauspiel Leipzig geplant.